# Chevrolet SS
Chevrolet SS (Super Sport) — це седан із заднім приводом, який вироблявся Holden в Австралії, а потім експортувався до США, де його продав Chevrolet.

## Опис

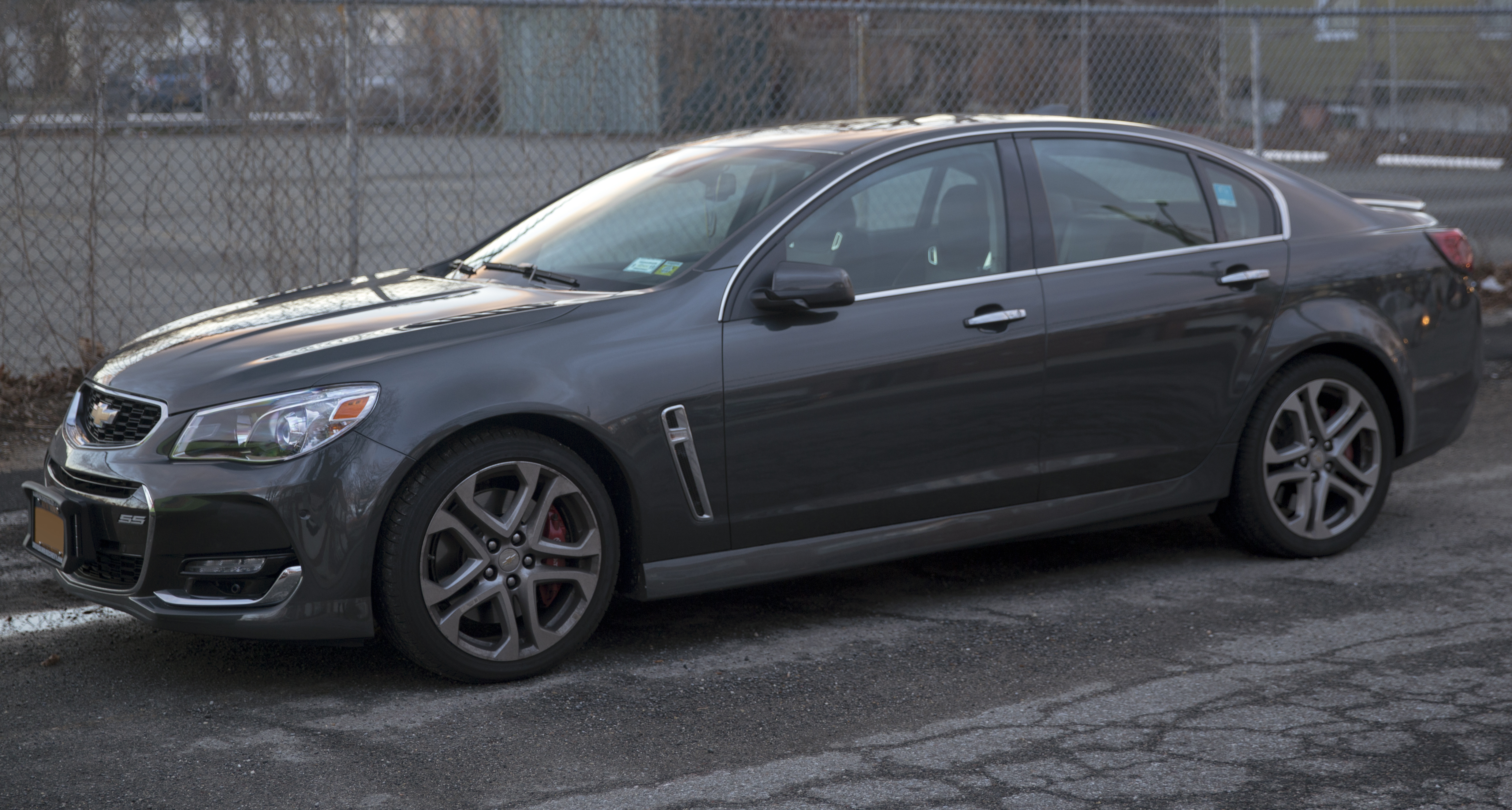
Chevrolet SS (2016-2017)

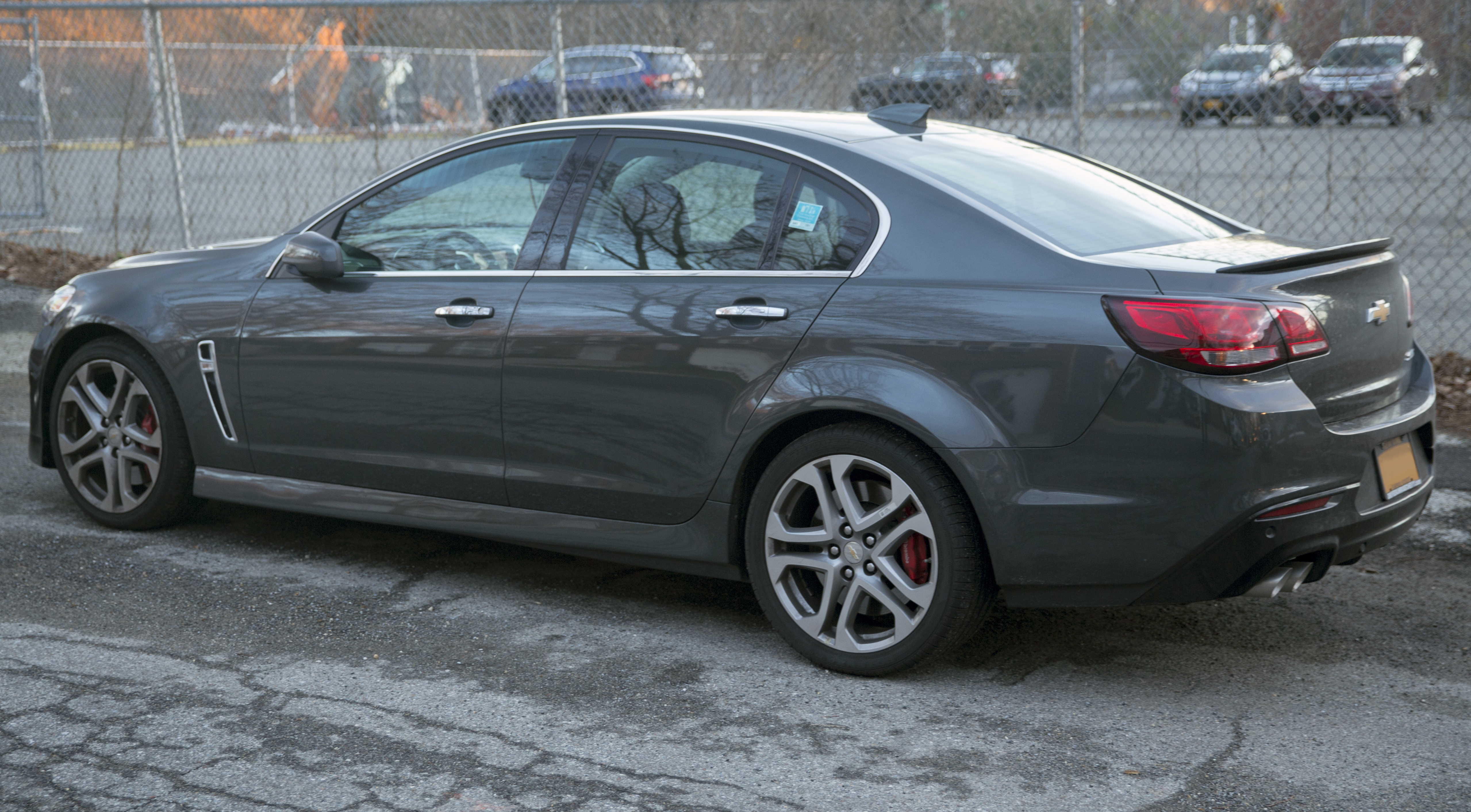
Chevrolet SS (2016-2017)

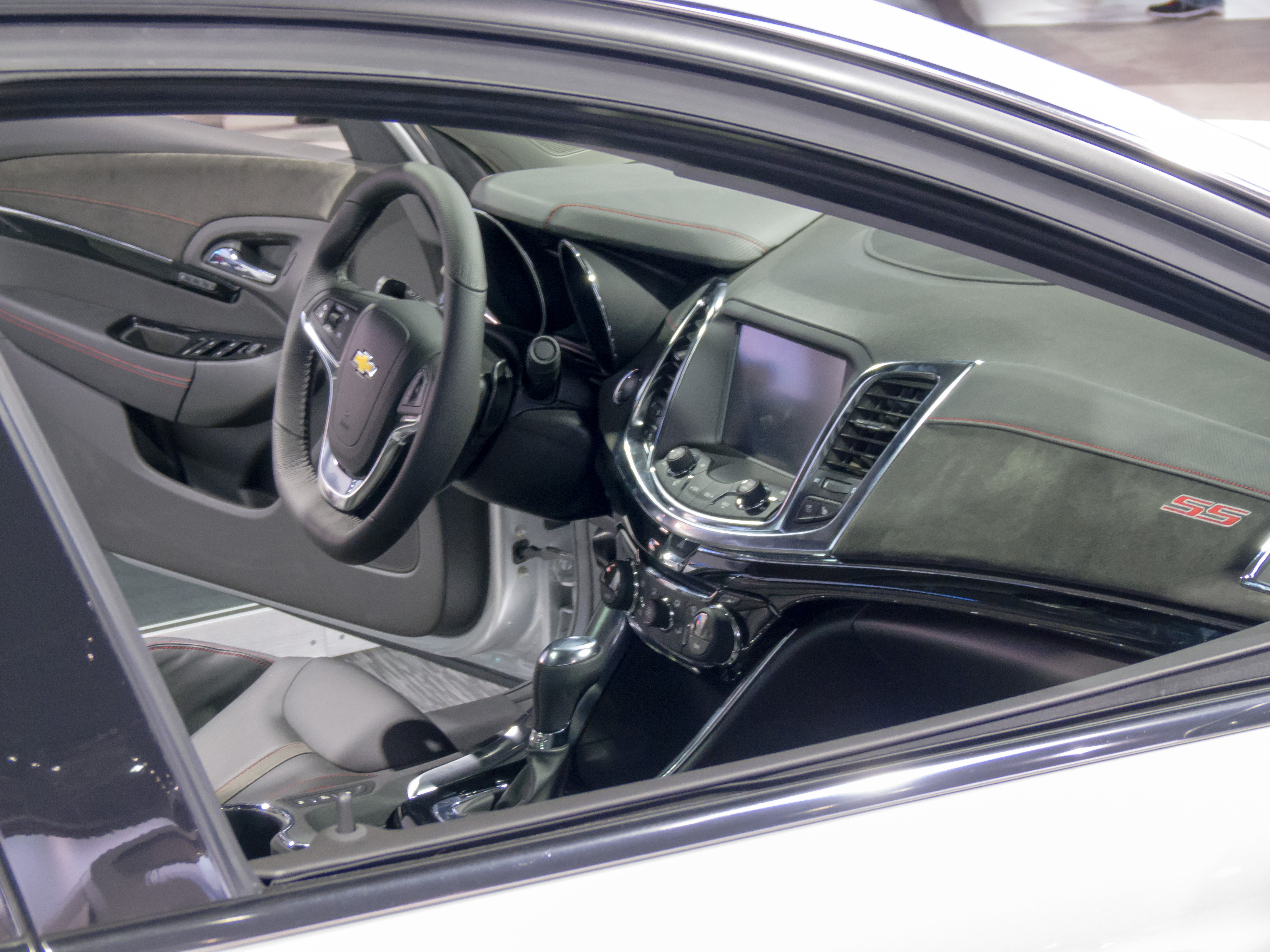

Седан Holden Commodore VF продавався у Сполучених Штатах під назвою Chevrolet SS. Він був займав нішу між Chevrolet Malibu та Chevrolet Impala у лінійці Chevrolet, а також заповнив порожнечу, яку залишив Pontiac G8 (модифікація Holden Commodore VE), після того, як марка Pontiac була припинена в 2009 році. SS надійшла в продаж як модель 2014 року наприкінці 2013 року і був першим седаном Chevrolet з двигуном V8 із заднім приводом доступним для широкої громадськості після вісімнадцяти років з моменту припинення виробництва Chevrolet Caprice четвертого покоління та Impala SS сьомого покоління. Транспортний засіб було представлено під час Speedweeks у Дейтона-Біч, штат Флорида, у лютому 2013 року.
Шевроле SS комплектувався двигуном 6,2 л LS3 V8 від Chevrolet Corvette (C6), потужністю 415 к.с. (309 кВт) і обертовим моментом 563 Нм. Єдиною доступною коробкою передач для модельного року 2014 року був шестиступеневий автомат, який можна було переключати вручну, використовуючи перемикачі лопаток на кермі.
Порівняно з попереднім Pontiac G8, рестайлінг SS відрізнявся більш жорстким шасі для поліпшеної їзди та керування завдяки більшому використанню сталей середньої та високої міцності, прийнятих для оновленого VF Commodore.
20 лютого 2013 року GM оголосив, що Chevrolet SS не буде продаватися в Канаді, незважаючи на те, що він був попередньо представлений там на Міжнародному автосалоні у Торонто 2019 року.
Для моделі 2016 року Chevrolet оголосив, що SS отримає перероблену передню частину, переглянуте світлодіодне освітлення, вихлопну систему з подвійним режимом, новий колір фарби «Slipstream Blue» (замінивши «Perfect Blue» та «Alchemy Purple Metallic»), червоне гальмо Brembo та ін.
Для 2017 модельного року було видалено три зовнішні кольори (Some Like It Hot Red metallic, Jungle Green metallic та Mystic Green metallic) та додано два кольори: Orange Blast та Nightfall Grey Metallic. Це був також останній рік SS, оскільки Chevrolet оголосив 9 січня 2017 року, що після закінчення виробництва Commodore в Австралії немає планів щодо наступника.

## Двигуни
- 6.2 L LS3 V8 415 к.с. 563 Нм

## Продажі
|          | січ | лют | бер   | кві | тра | чер | лип | сер | вер | жов | лис | гру | рік   | Всього |
| -------- | --- | --- | ----- | --- | --- | --- | --- | --- | --- | --- | --- | --- | ----- | ------ |
| 2013     | Н/Д | Н/Д | Н/Д   | Н/Д | Н/Д | Н/Д | Н/Д | Н/Д | Н/Д | 1   | 178 | 239 | 418   | 12,860 |
| 2014     | 232 | 283 | 350   | 283 | 297 | 217 | 241 | 152 | 111 | 115 | 105 | 93  | 2,479 | 12,860 |
| 2015     | 115 | 215 | 264   | 299 | 287 | 354 | 321 | 344 | 222 | 192 | 148 | 134 | 2,895 | 12,860 |
| 2016     | 88  | 165 | 286   | 592 | 228 | 254 | 521 | 14  | 5   | 554 | 212 | 94  | 3,013 | 12,860 |
| 2017     | 64  | 248 | 1,217 | 250 | 247 | 298 | 259 | 227 | 171 | 150 | 882 | 42  | 4,055 | 12,860 |
| Джерело: |     |     |       |     |     |     |     |     |     |     |     |     |       |        |